# Kuzynek mistrza Rameau

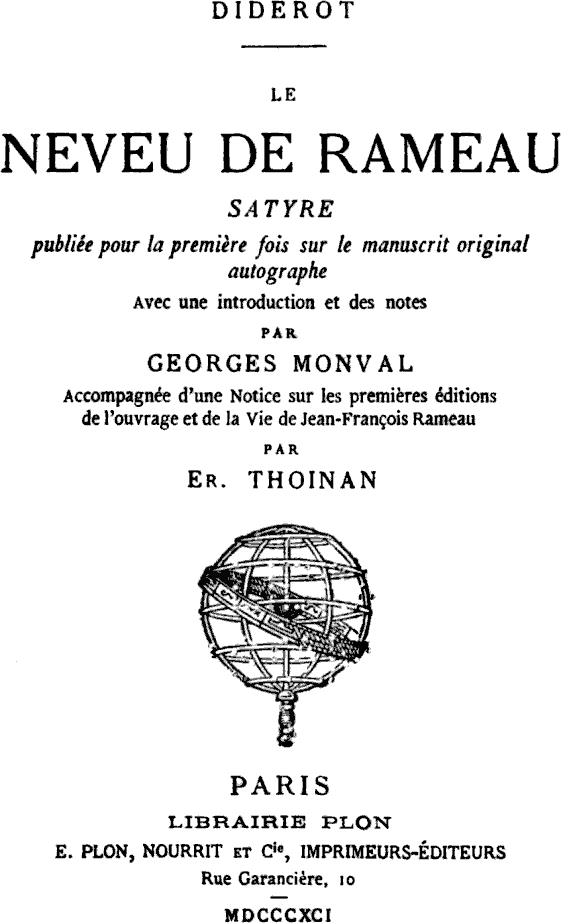
Strona tytułowa utworu

Kuzynek mistrza Rameau (fr. Le neveu de Rameau) – dzieło literackie w formie dialogu filozoficznego z odcieniem komediowym, napisane przez Diderota w  roku 1761. Występują w nim dwie osoby: kuzyn wielkiego kompozytora Jeana Philippe’a Rameau, który był przyjacielem Diderota i Voltaire’a oraz filozof (Diderot). Kuzyn Jean-François Rameau nie ma już takiego talentu jak jego stryj, za to potrafi wygadywać morze frazesów o sztuce, które bawią filozofa.